# Armée vertueuse
Armée vertueuse est le nom donné en Corée aux armées irrégulières constituées généralement de roturiers qui émergèrent de nombreuses fois au cours de l'histoire de la Corée lorsque l'armée de la nation se trouvait dans l'incapacité de défendre le pays. 
Ce type d'armée fit son apparition pour la première fois lors  des invasions mongoles de la Corée, puis lors de la guerre d'Imjin, des invasions mandchoues et sous l'occupation japonaise.
Pendant la longue période de l'occupation japonaise de 1890 à 1945, les membres de la garde impériale dissoute, les érudits de Confucius et les fermiers formèrent plusieurs « armées vertueuses » pour combattre au nom de l'indépendance et de la liberté de la Corée. Ils furent précédés par le mouvement de Donghak et furent suivis par de nombreux mouvements d'indépendance pendant les années 1920.